# Berczeller Imre
Berczeller Imre, névváltozata: Berczeller Dávid (Aszód, 1861. május 6. – Budapest, 1936. február 14.) szülész-nőgyógyász, kórházi főorvos.

## Életpályája
Berczeller László magánzó és Deutsch Eszter fiaként született zsidó családban. A Budapesti Királyi Katolikus Főgimnáziumban kitüntetéssel érettségizett (1878). Tanulmányait a Budapesti Tudományegyetem Orvostudományi Karán folytatta, ahol 1885-ben orvosdoktorrá avatták. Ezután a Tauffer Vilmos vezetése alatt álló II. számú Szülészeti és Nőgyógyászati Kórodában működött gyakornokként, majd 1887-től a Szülészeti Poliklinika tanársegédeként. 1893-tól a Pesti Izraelita Hitközség Szabolcs Utcai Kórházának Nőgyógyászati Osztályának rendelő orvosa, 1905-től osztályvezető főorvosa volt. 1930. január 1-jén nyugalomba vonult.
Tagja volt a Izraelita Magyar Irodalmi Társulatnak és a Magyar Néprajzi Társaságnak.
A Kozma utcai izraelita temetőben nyugszik.

## Családja
Felesége Deutsch Jozefa (1866–1928) volt, Deutsch Sámuel nagykereskedő és Waitzner Mária lánya, akivel 1889. november 7-én Budapesten kötött házasságot.
Gyermekei:
- Berczeller László (1890–1955) kórházi főorvos, biokémikus. Felesége Buchwald Zelma (1892–?).
- Berczeller Pál (1893–1967) fordító.
- Berczeller Antal (1895–1967)

## Művei
- Az orvosok és bábák kikénezése Svédországban. (Orvosi Hetilap, 1889, 20–21.)
- Némely gynaekologikus megbetegedések kezelésmódja Thure Brandt szerint. (Orvosi Hetilap, 1889, 36–37)
- A szülészeti gyakorlatból. (Gyógyászat, 1892, 29.)
- Heinrich Fritsch: A nőgyógyászat tankönyve. Ford., Budapest, 1894
- A szülészeti és sebészeti antisepsis története. Budapest, 1905
- A méhvérzésről. (Gyógyászat, 1905, 5.)
- Inoperabilis portiocarcinoma palliativ kezelése czukorporral. (Gyógyászat, 1913, 19.)
- Virchow, mint censor. (Gyógyászat, 1925, 43.)